# Max Doehlemann
Max Doehlemann (* 1970 in Hamburg) ist ein deutscher Komponist, Pianist und Musikproduzent.

## Leben
Max Doehlemann studierte nach dem Abitur Komposition an der Hochschule für Musik in München bei Dieter Acker und Orchester-Dirigieren an der Universität der Künste Berlin.
Seit 1997 schuf er zahlreiche Kompositionen für verschiedenste Besetzungen (Soloinstrumente, Vokal-, Orchester- und Kammermusik), elektronische Musik, Musik für Bühne, Hörspiel, Film und Fernsehen. Er arbeitete als klassischer Pianist und Liedbegleiter und als musikalischer Leiter (Komische Oper Berlin, Berliner Ensemble u. a.). Außerdem absolvierte er Auftritte als Jazzpianist und Bandleader (mit Paul Brody, Kalle Kalima, Benjamin Weidekamp, Uli Kempendorff, Robin Draganic, Hadass Pal Yarden, Momo Djender u. a.).
Als Komponist und Interpret setzte sich Doehlemann intensiv mit der Rolle von Melodik und Harmonik in der zeitgenössischen Musik auseinander; zudem recherchierte er Tonalitäten und Rhythmiken aus dem arabischen und sephardischen Kulturkreis.

## Auszeichnungen
- Franz-Josef-Reinl-Preis, 1996
- International Music Prize for Excellence in Composition der Musikakademie Colorado, 2010

## Diskographie
- Klavierkonzert Nr. 1 (CD-Reihe der Musikhochschule München, Nr. 16)
- „Sonnenfinsternis“ (2008), Bella Musica (Max Doehlemann Jazz Trio)
- Jakobs Traum: neue jüdische Lieder (2011), Edition Antes
- Walter Rothschild And The Minyan Boys: Greatest Hits Vol. 2 (2010) – Hentrich und Hentrich (produziert von Max Doehlemann)
- Songs Of The Clown: Shakespeare-Lieder (2014), MG-Audio Berlin
- Azur (2014), Blackbird Studios Berlin

## Werke (Auswahl)
- Klavierkonzert Nr. 1
- „Musikalische Midraschim 1–4“ für Klavier 4-händig
- „Oxymoron“ für Bratsche und Elektronik
- „7 Shakespeare-Lieder“ für Bariton und Klavier
- „Marginalie“ für Oboe, Flöte und Klavier
- Psalm 95 für Bariton, gemischten Chor und Orgel
- Psalm 137 für Sopran, Viola und Klavier
- Haschkiwenu für Sopran und Klavier
- Uwa LeZion für Sopran und Klavier
- Poèmes de Paul Valéry für Sopran und Klavier
- Seltsame Tage (nach einer Erzählung von Arno Schmidt; Version als Melodram und als Live-Hörspiel)
- Konzert für Vibraphon und Orchester